# (7002) Bronshten
(7002) Bronshten (1971 OV) – planetoida z grupy przecinających orbitę Marsa okrążająca Słońce w ciągu 3 lat i 226 dni w średniej odległości 2,36 j.a. Została odkryta 26 lipca 1971 roku.